# 2001 في الصين
فيما يلي قوائم الأحداث التي وقعت خلال عام 2001 في الصين.

## سياسة

### تعيين في المنصب
- 1 يناير – يانغ جيتشي ambassador of the People's Republic of China to the United States ‏.

### انتهاء فترة المنصب
- 1 مايو – دونالد تسانغ وزير المالية (هونغ كونغ).

## أفلام
من الأفلام التي صدرت هذه السنة في الصين:
- 16 مايو – النمر الرابض والتنين الخفي من إخراج أنغ لي.

## وفيات

### يناير
- 1 يناير – حسن محسوم (مواليد 1964)